# Marion megye (Illinois)
Marion megye az Amerikai Egyesült Államokban, azon belül Illinois államban található. Megyeszékhelye Salem, legnagyobb városa Centralia. Lakosainak száma 37 729 fő (2020. április 1.). Marion megye Fayette, Jefferson, Clinton, Washington, Clay és Wayne megyékkel határos.

## Népesség
A megye népességének változása:
| Lakosok száma | 39 425 | 38 971 | 38 868 | 38 622 | 38 339 | 37 729 |
|               | 2010   | 2011   | 2012   | 2013   | 2015   | 2020   |